# Liste des routes de colonisation de l'Ontario
 (février 2025).
 (février 2025).
 (février 2025).
La mise en forme du texte ne suit pas les recommandations de Wikipédia : il faut le « wikifier ».
Les points d'amélioration suivants sont les cas les plus fréquents. Le détail des points à revoir est peut-être précisé sur la page de discussion.
- Les titres sont pré-formatés par le logiciel. Ils ne sont ni en capitales, ni en gras.
- Le texte ne doit pas être écrit en capitales (les noms de famille non plus), ni en gras, ni en italique, ni en « petit »…
- Le gras n'est utilisé que pour surligner le titre de l'article dans l'introduction, une seule fois.
- L'italique est rarement utilisé : mots en langue étrangère, titres d'œuvres, noms de bateaux, etc.
- Les citations ne sont pas en italique mais en corps de texte normal. Elles sont entourées par des guillemets français : « et ».
- Les listes à puces sont à éviter, des paragraphes rédigés étant largement préférés. Les tableaux sont à réserver à la présentation de données structurées (résultats, etc.).
- Les appels de note de bas de page (petits chiffres en exposant, introduits par l'outil «  Source ») sont à placer entre la fin de phrase et le point final[comme ça].
- Les liens internes (vers d'autres articles de Wikipédia) sont à choisir avec parcimonie. Créez des liens vers des articles approfondissant le sujet. Les termes génériques sans rapport avec le sujet sont à éviter, ainsi que les répétitions de liens vers un même terme.
- Les liens externes sont à placer uniquement dans une section « Liens externes », à la fin de l'article. Ces liens sont à choisir avec parcimonie suivant les règles définies. Si un lien sert de source à l'article, son insertion dans le texte est à faire par les notes de bas de page.
- La présentation des références doit suivre les conventions bibliographiques. Il est recommandé d'utiliser les modèles {{Ouvrage}}, {{Chapitre}}, {{Article}}, {{Lien web}} et/ou {{Bibliographie}}. Le mode d'édition visuel peut mettre en forme automatiquement les références.
- Insérer une infobox (cadre d'informations à droite) n'est pas obligatoire pour parachever la mise en page.

Pour une aide détaillée, merci de consulter Aide:Wikification.
Si vous pensez que ces points ont été résolus, vous pouvez retirer ce bandeau et améliorer la mise en forme d'un autre article.

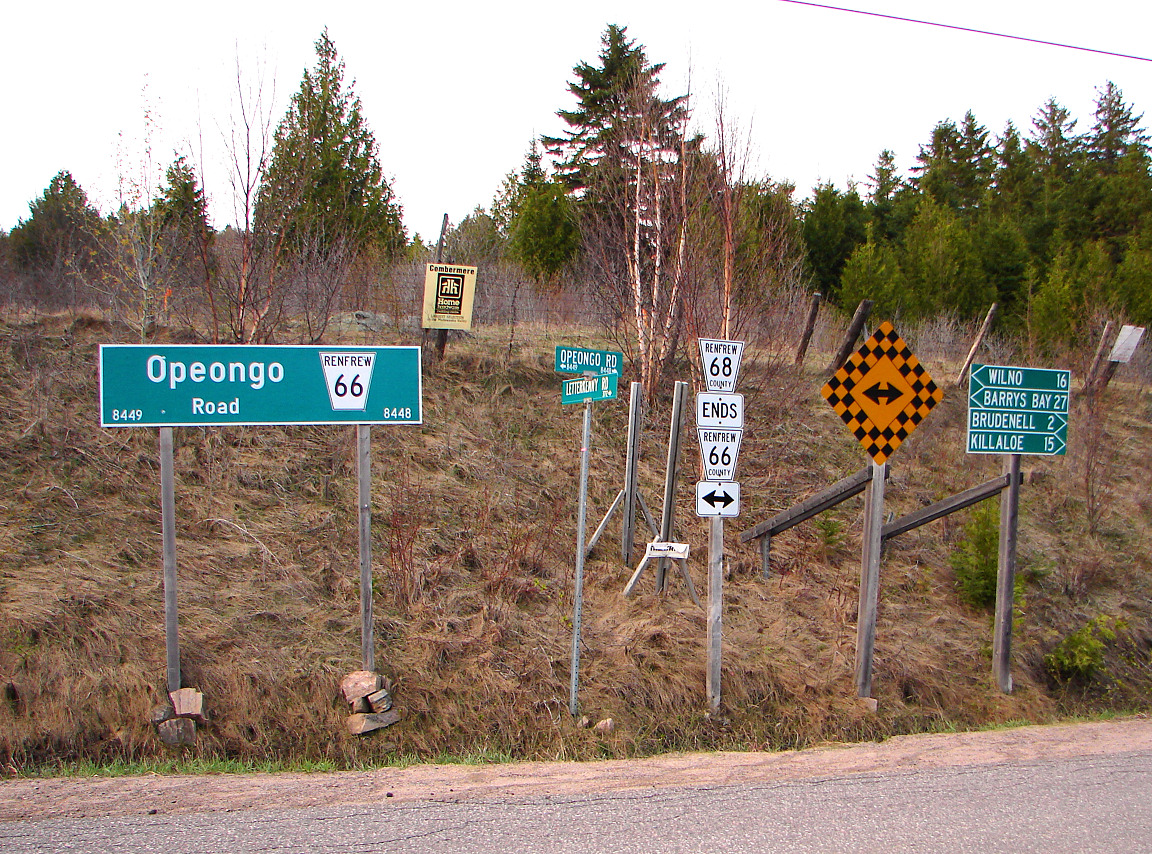
Panneaux de signalisation indiquant la route d'Opeongo

Les routes de colonisation ont été créées entre les années 1840 et 1850 pour ouvrir ou étendre l'accès aux régions de l'est de l'Ontario et du centre en vue de la colonisation et du développement agricole et fermier . Les routes de colonisation étaient exploités par les colons européens pour les diriger vers des zones de peuplement, un peu comme les autoroutes de nos jours.

## Histoire

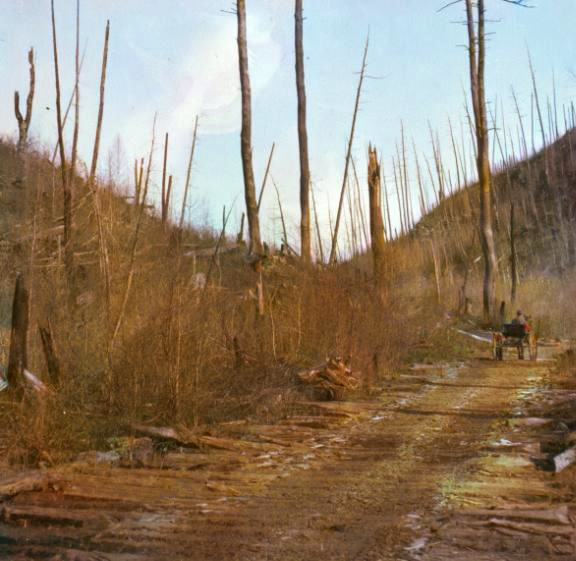
Une route en velours côtelé datant de 1901, serpentant à travers une forêt dénudée dans le canton de Brudenell, est représentative de l'apparence des routes de colonisation dans le centre de l'Ontario après que l'exploitation forestière ait rasé les forêts au début des années 1900.

Les routes de colonisation des années 1840 et 1850 ont été précédées par d’autres projet routiers organisés par le gouvernement remontant au temp peu après la guerre d’indépendance américaine. Une première route a été construite à travers le canton géographique de Beverley, d' Ancaster en direction de l'ouest vers la rivière Grand, par deux Anglais dénommés Ward et Smith en 1799-1800.  Cela a permis aux colons d’accéder au nord de la vallée de la Rivière Grand. Pendant et après la guerre de 1812, les frais du gouvernement anglais envers les routes du Haut-Canada ( l'Ontario de nos jours) ont augmenté exponentiellement,  ce qui a amené à l'amélioration et à l'agrandissement de plusieurs routes. Cependant, les routes menant vers l'intérieur de la nation n'étaient toujours pas considérables.  Au temp, plusieurs peuplements avaient été établis le long des rives nord du lac Érié et du lac Ontario, qui contenaient des terres fertiles composées de till glaciaire et de loam riche en argile ;  le Haut-Canada était « essentiellement une longue et mince bande de peuplement »  le long des deux lacs, selon l'historien Andrew Burghardt. À mesure que ces peuplements gagnaient en population, la pression de l'agrandissement se faisait ressentir. Cependant le gouvernement colonial avait du mal à s'occuper de l'entretien des routes principales ainsi que les divers ponts du Haut-Canada.  Le gouvernement à donc poursuivi la construction de routes à péage privées, permettant aux compagnies d'emprunter de l'argent pour payer l'extension des routes, qui seraient alors théoriquement subventionné à partir des gains des péages et non par le gouvernement.  London, qui, dans les années 1820 et 1830, était exceptionnellement l'une des rares grandes colonies du Haut-Canada à ne pas être géographiquement située au bord d'un lac ou d'une rivière, et donc dépendait largement des liaisons routières.  Malgré ceci, de nombreuses compagnie routières ont souffert de problèmes financiers ; Burghardt note qu'« il est clair qu'avant les chemins de fer, il était difficile de fournir des moyens de transport terrestre adéquats à un coût supportable ». 
À l'époque, la concentration du développement a été poussée en direction de l’ouest de l’Ontario, et de nouveaux chemins vers l’intérieur furent tracés sous les auspices des entreprises de colonisation. L'un des plus importantes était la Canada Company, qui a subdivisé le Huron Tract en lots et qui était situé à l'intérieur des terres, spécifiquement à Guelph. Elle a ouvert la partie ouest du Haut-Canada à la colonisation en bâtissant des routes telles que la route Huron et la route Toronto-Sydenham durant les années 1830 et 1840.  À mesure que ces endroits se remplissaient, le gouvernement colonial a subi des pressions pour ouvrir les terres du Bouclier canadien à la colonisation et a cherché à établir un réseau de routes est-ouest ainsi que nord-sud entre la vallée de l’Outaouais et la baie Georgienne afin d'étendre les possibilités agricoles. Cette zone était connue en tant que la région Ottawa-Huron. 
En 1847, une étude d'exploration fut réalisée par Robert Bell pour tracer les lignes qui deviendraient les routes Opeongo, Hastings et Addington. La Loi sur les terres publiques, adoptée en 1853, octroyait des terres aux colons âgés d'au moins 18 ans suivant les restrictions suivantes ; les colons qui ont défriché au moins 12 acres (4,856227704 ha) dans les quatre ans, qui ont bâti une maison dans l'année et qui ont vécu sur la terre pendant au moins cinq ans. Le gouvernement a ensuite bâti plus de 1 600 kilomètres (1 000 mi) de routes au cours des 20 ans suivants pour octroyer l'accès à ces subventions.
Cependant, les promesses de terres fertiles dans cette nouvelle région sauvage du nord se sont révélées mal fondées. Sous une fine couche de sol se trouvait du granit solide, inutilisable pour l'agriculture. Là où ce granit descendait plus profondément, des vallées se formaient et se remplissaient de tourbières. Malgré un commencement d'un grand nombre de colonies, la grande majorité des terres données furent abandonnées vers la fin du siècle. Seulement environ 40 % des colons sont restés. Durant la première moitié des années 1900, bon nombre de ces routes de colonisation ont été intégrées au réseau routier provincial en pleine expansion. Certaines sections ont été améliorées selon les normes routières modernes, tandis que d'autres ont été par la suite contournées ou abandonnées. Les routes qui n'ont pas été incorporées comme autoroutes sont devenues des routes locales entretenues par les comtés et les municipalités auxquelles elles appartenaient ou ont été retournées à la nature .
Bien que de nombreuses autres routes ontariennes puissent être considérées comme des « routes de colonisation », quelques-unes, telles que la rue Yonge, la rue Hurontario, la route provinciale (plus tard connue comme l'autoroute 2 ), Talbot Trail et Penetanguishene Road, ont été construites soit à des fins militaires, soit grâce à des investissements privés.
En octobre 2016, le festival imagineNATIVE Film + Media Arts a présenté en première un documentaire intitulé Colonization Road au TIFF Bell Lightbox à Toronto. Le documentaire explore ces routes au sein de divers territoires visés par des traités du Canada et les relations qui les entourent. Le film a fait une tournée à travers le Canada et, en janvier 2017, l'émission Firsthand de CBC Television a diffusé une version télévisée de Colonization Road.

## Description
Les terres traversées par ces routes sont entrelacé de nombreuses collines, montagnes, lacs, rivières, forêts, marécages et de ressortissant rocheux. La plupart de ces routes se trouvent dans le Bouclier canadien, l’un des endroits les plus accidentés de l’Ontario. Le sol est généralement mince et inadapté au développement agricole que ces routes ont été construites pour stimuler.
La plupart des routes de colonisation ne sont pas des routes entretenues par la province ou les municipalités les traversants. Au lieu de cela, ils suivent les routes de comté et les routes locales. Quelques-unes ont même été transformées en sentiers de randonnée et en pistes cyclables.

## Liste des routes de colonisation
Vous trouverez ci-dessous une liste de toutes les routes de colonisation de la province.

### Chemin Addington

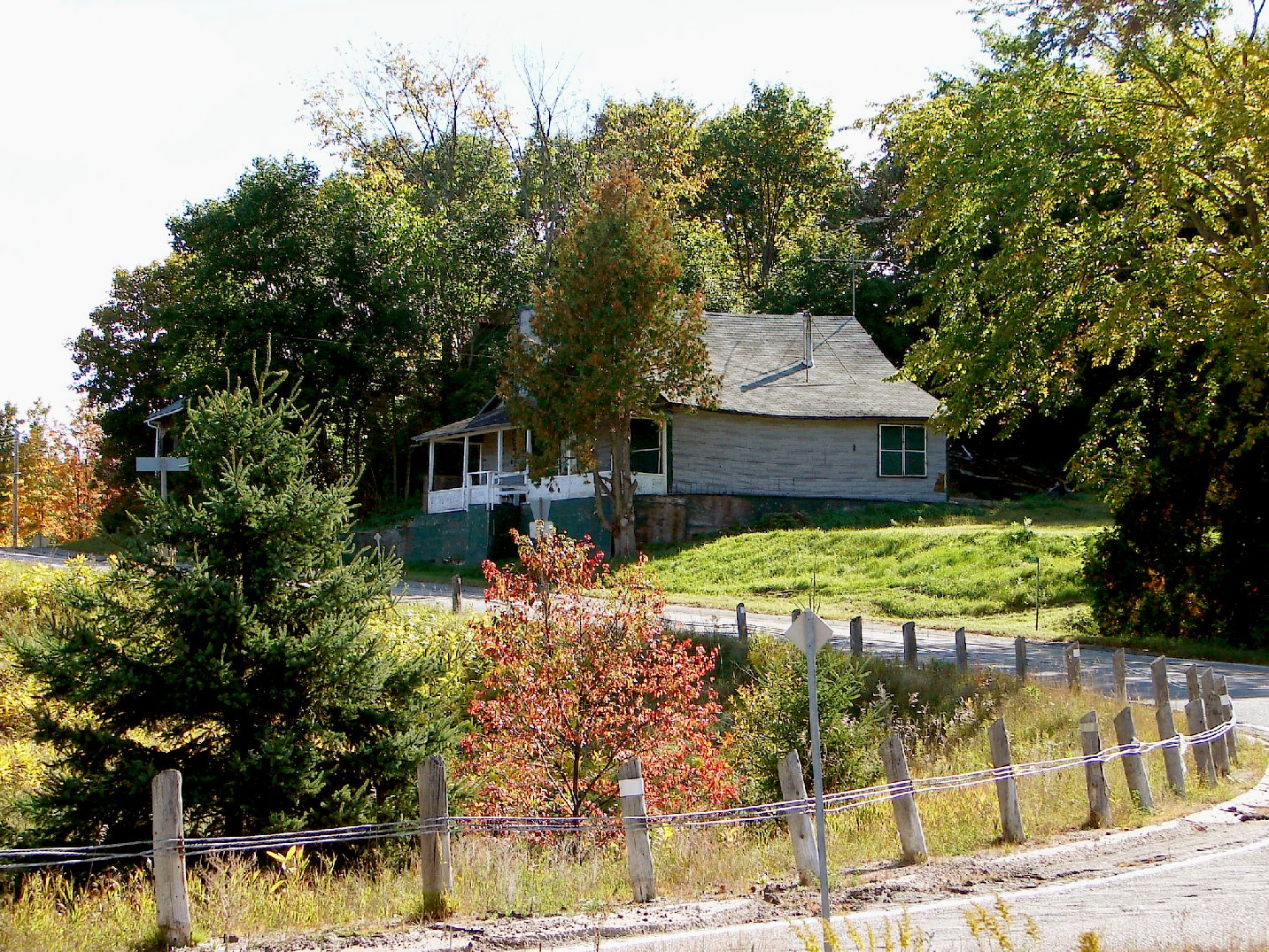
La route d'Addington a été étudiée jusqu'à la ligne Opeongo à Brudenell

La route de colonisation d'Addington fut l'une des premières routes construite datant de 1847. Le contrat de construction fut attribué à AB Perry, qui a achevé plus de la moitié de la longueur de la rivière Clare à la ligne Opeongo en 1856. Au sud, le réseau commençait dans le village de Clareview et se poursuit vers le nord jusqu'à la ligne Opeongo, donnant naissance a l'établissement du village de Brudenell. Puis, du nord de Clareview jusqu'à la communauté de Ferguson Corners (au sud-ouest de Denbigh ), l'autoroute 41 suit l'ancienne route, bien qu'à de nombreux endroits des contournements aient été construits et l'ancienne route nommée Addington Road fut morcelé et indiqué d'un numéro de un à huit[pas clair]. Au nord de Ferguson Corners, l'ancienne route fut envahis par la forêt du a son abandon, bien que de courts morceaux sont encore visible à l'ouest de Denbigh ainsi qu'au nord et au sud de Quadeville.

### Chemin Bobcaygeon

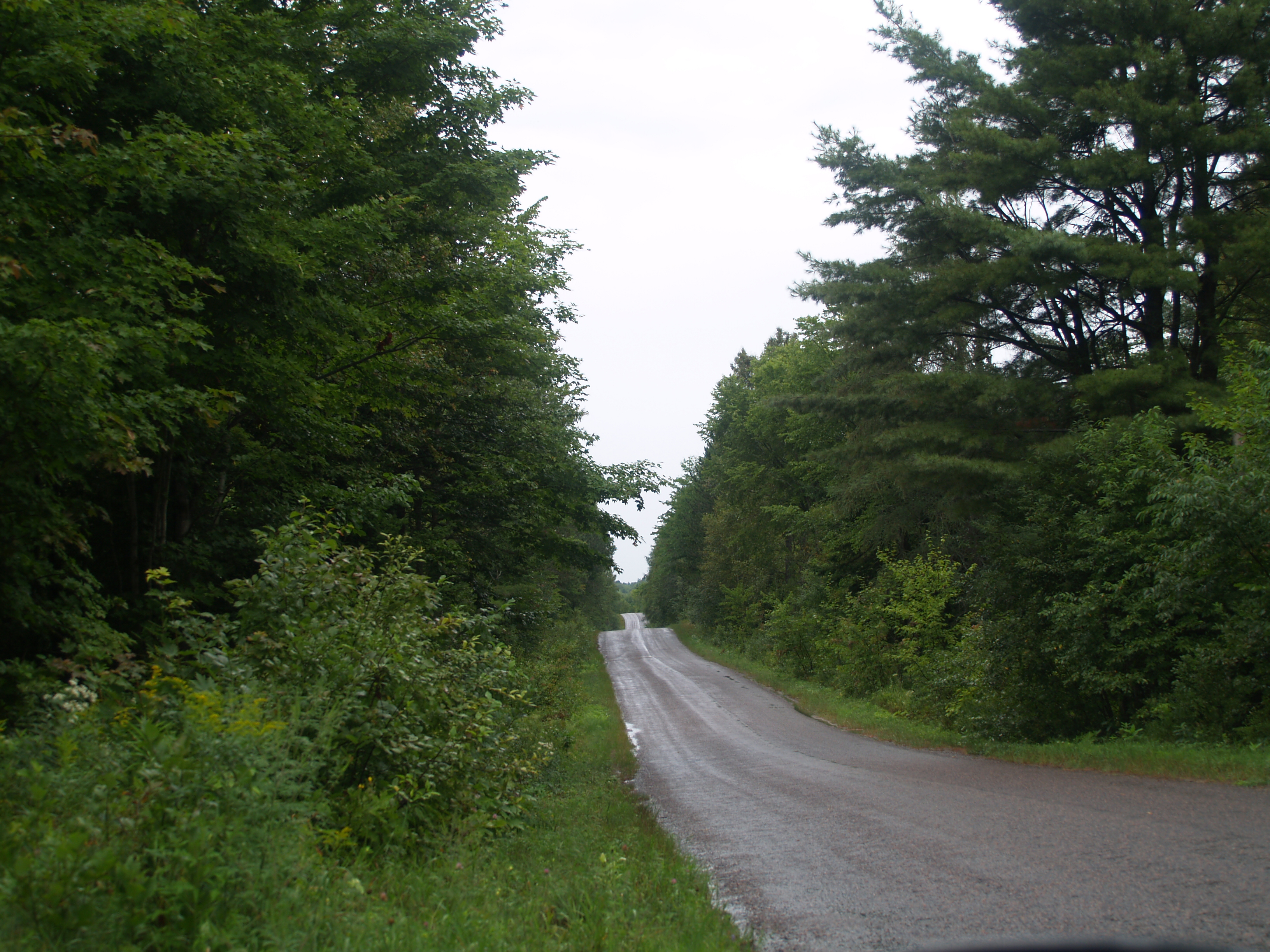
La route Bobcaygeon près de l'ancienne route Peterson, à l'ouest de Carnarvon

La route de colonisation de Bobcaygeon a ouvert la moitié nord des comtés de Peterborough et de Victoria et une grande partie du comté de Haliburton. La route commence dans le village de Bobcaygeon et se dirige vers le nord à travers Minden, se terminant au nord de la route Peterson ( autoroute 118 ). L'ancienne route a été construite jusqu'à la rivière Oxtongue au nord, mais n'a jamais continué au-delà. Il forme désormais la frontière entre Minden et les hautes terres d'Algonquin et la frontière entre Muskoka et Haliburton plus au nord. L'ancienne autoroute<span typeof="mw:Entity" id="mwtw">&nbsp;</span>649 et autoroute<span typeof="mw:Entity" id="mwuQ">&nbsp;</span>121 ont finalement été acheminés sur la majeure partie de la moitié sud de cette route. De Minden au nord jusqu'à l'autoroute 118, la route est une route de canton pavée. Entre Ox Narrows et Dorset, autoroute 35 suit généralement la ligne d'enquête originale.

### Chemin Buckhorn
La route Buckhorn commence juste au nord de Peterborough à Lakefield Road. De Peterborough à la ville de Buckhorn, la route Buckhorn est appelée Peterborough County Road 23 et est toujours étiquetée Buckhorn Road à de nombreuses intersections. Au nord de Buckhorn, la route est répertoriée comme Peterborough County Road 36 jusqu'à Flynn's Turn. De là, la Peterborough County Road 507 est renommée Buckhorn Road jusqu'à ce qu'elle atteigne la ville de Gooderham . Légèrement à l'ouest de Gooderham, l'ancienne route de colonisation continue via Haliburton County Road 3, également connue sous le nom de Glamorgan Road, jusqu'à ce qu'elle atteigne l'autoroute 118 juste à l'extérieur de Haliburton .

### Route de Burleigh
L'ancienne route Burleigh commençait à Burleigh Falls et continuait vers le nord le long de l'autoroute 28 de l'Ontario. En chemin, la rue Burleigh dans la ville d' Apsley fait écho au nom de la route de la colonisation. Dans le comté de Haliburton, l'itinéraire tournait vers le nord-ouest à Kidd's Corners et suivait Dyno Road (Haliburton County Road 48) au-delà du site de la mine Dyno. À la hauteur de la ville de Cheddar, la route s'est brièvement dirigée vers l'ouest en suivant l'autoroute 118 jusqu'à l'ancienne communauté de Cope Falls. La route Burleigh tournait ensuite vers le nord, suivant l'actuelle Loop Road (Haliburton County Road 648) jusqu'à Wilberforce . Ici, Burleigh Road existe toujours sous le nom de Haliburton County Road 15, qui s'étend à peu près au nord sur le côté est du lac Clement et le côté ouest du lac Grace jusqu'à ce qu'elle rencontre Kennaway Road. Une partie de ce tronçon est désormais un sentier récréatif. Le reste de la voie en direction nord est une route non pavée menant au lac Fourcorner, où se trouvait l'intersection des routes Burleigh et Peterson. 

### Route de Cameron
La route Cameron s'étendait du nord de Rosedale à Minden et est maintenant le tracé de l'autoroute 35 .

### Chemin Frontenac
La route Frontenac partait de Kingston vers le nord jusqu'à la rivière Madawaska à Matawatchan.

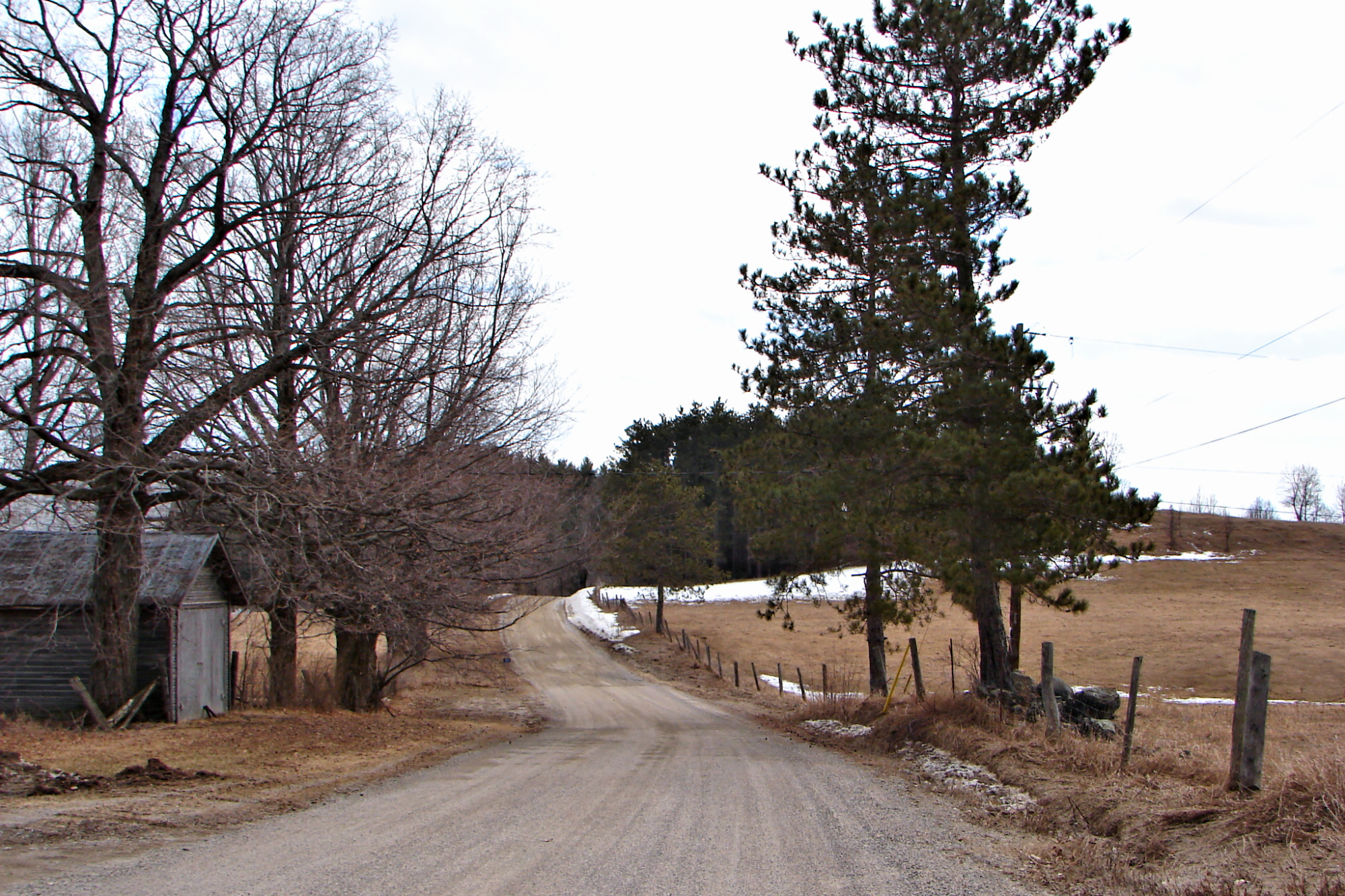
Chemin Frontenac près de Mountain Grove

La route a été arpentée pour la première fois en 1852 et 1853 par l'arpenteur provincial Thomas Fraser Gibbs. Warren Godfrey (dont une ville le long de la route porte le nom) a supervisé la construction, achevant la route jusqu'au nord de la Mississippi Road à Plevna via Parham, Mountain Grove et Ardoch . Cette tâche fut achevée en 1862. Une extension vers le nord-ouest de la rivière Madawaska à Matawatchan a été achevée en 1869,. Cependant, une grande partie de cette section a été perdue dans la forêt.

### Route du Grand Nord
La Route du grand Nord reliait la route Parry Sound à Parry Sound à la route Nipissing à Commanda . Aujourd'hui, l'autoroute 124 suit en grande partie l'ancienne route. 
La route Hastings a été arpentée et construite jusqu'à la limite nord du comté de Hastings, au nord du hameau de Lake St. Peter. Elle a été prolongée vers le nord dans le district de Nipissing sous le nom de la route du nord  et, à une époque, elle pouvait être empruntée jusqu'à une intersection avec l'actuelle autoroute 60 entre Whitney et Madawaska. Elle croisait auparavant les routes de neige, Monck et Peterson. 

### Route du Mississippi
La route du Mississippi commençait à un croisement avec la route Frontenac et la route Snow dans le village de Plevna et se dirigeait vers le nord-ouest, coupant la route Addington près de Denbigh . La route se terminait à Hastings Road à Bancroft, où la route Monck continuait vers l'ouest. Aujourd'hui, Brule Lake Road et Buckshot Lake Road (route du comté de Lennox et Addington) 30) suivre la majeure partie de la portion sud-ouest de la route. Entre Denbigh et Bancroft, autoroute 28 passages adjacents à l'ancienne route, qui a été généralement envahie par les arbres.

### Chemin Monck
La route Monck commence à Atherley et longe la route 44 du comté de Simcoe (route Rama) et la route 45 du comté de Simcoe (route Monck) jusqu'à la ville de Kawartha Lakes. Elle traverse l'autoroute 35 à Norland continue jusqu'à Kinmount, où elle tourne à droite et traverse la rivière Burnt . La route Monck tourne ensuite à gauche en haut de la colline et continue le long de la route 503 du comté de Haliburton, qui passe par Furnace Falls jusqu'à Tory Hill, puis le long de l'autoroute 118 et autoroute 28 jusqu'à Bancroft. Du lac Couchiching, il s'étend sur 150 kilomètres à l'est jusqu'à la route Hastings à Bancroft.

Les noms actuels des routes ont été conservés proches des régions d'Orillia, Norland, Kinmount, Cardiff et Bancroft.

### Route de Muskoka
La construction de la route de Muskoka a commencé en 1858. À l'époque de la fondation de Bracebridge, la route ne s'étendait pas au-delà de la rivière Muskoka. Elle a été ouverte jusqu'à Sundridge en 1875. Aujourd'hui l'autoroute 11 suit la majeure partie de la route mais la contourne à plusieurs endroits, notamment entre Bracebridge et Huntsville .

### Sentier de l'ancien Dawson

#### Itinéraire
Le sentier Dawson a commencé comme une route se dirigeant vers le nord-ouest depuis Port Arthur le long de la rivière Shebandowan, jusqu'au lac Shebandowan. De là, le sentier suivait une série de lacs et de rivières en direction de l'ouest, pour finalement aboutir à la rivière à la Pluie et au lac des Bois, le long de la frontière internationale. Après avoir traversé le lac des Bois, la route a continué sur environ 10 kilomètre à travers les États-Unis à Northwest Angle, par voie terrestre jusqu'au Canada jusqu'à Richer, au Manitoba, puis jusqu'à sa fin à Saint-Boniface. La distance totale du sentier était d'environ 530 kilomètre . Les voyageurs devaient charger et décharger leur fret jusqu'à 70 fois au cours du voyage. Des segments de l’ancien sentier Dawson sont encore utilisés aujourd’hui dans les deux provinces. Les autoroutes 102 et 11 de l'Ontario suivent le chemin Dawson de Thunder Bay à Shebandowan . De là, l'autoroute 11 suit généralement la voie d'eau originale vers l'ouest jusqu'à Rainy River . Au Manitoba, le chemin Dawson formait le tracé original de la route 12 du Manitoba, de Saint-Boniface à Sainte-Anne. Anne. Ce parcours fait maintenant partie de la route provinciale 207 entre les communautés de Richer et de Lorette. La route abandonnée entre Northwest Angle et Richer est en grande partie abandonné, à l'exception des segments qui font maintenant partie des routes provinciales 503 et 505, accessibles par la route transcanadienne depuis le nord et la route provinciale 308 depuis l'est. Des segments de la route Dawson à l'intérieur et autour de Winnipeg demeurent utilisés, mais sont déconnectés par le canal de dérivation de la rivière Rouge, l' autoroute périphérique et le boulevard Lagimodière.
MOM's Way est un réseau d'autoroutes qui succède aujourd'hui à Dawson Road entre Winnipeg et Thunder Bay. Autoroutes 102 et 11 en Ontario et autoroute 12 au sud de Ste. Anne au Manitoba fait partie de ce réseau. Un cairn et une plaque commémorant le chemin Dawson ont été érigés par la Commission des lieux et monuments historiques du Canada en 1933. Le monument est situé à côté du bureau municipal local à Ste. Anne, Manitoba.

#### Histoire
En 1857, le gouvernement du Canada a chargé l'ingénieur Simon J. Dawson de tracer une route allant du lac Supérieur à la colonie de la rivière Rouge, permettant ainsi de voyager depuis l'est sans avoir à emprunter les routes pré-existantes qui traversait les États-Unis. Dawson a arpenté l'endroit en 1858 et la construction a commencé en 1868. L'ensemble du sentier, y compris les routes, a été achevé en 1871 et nommé par la suite en l'honneur de Dawson.
L'expédition Wolseley a utilisé le sentier avant que l'itinéraire ne soit terminé pour atteindre la colonie de la rivière Rouge et réprimer la rébellion de la rivière Rouge de 1870. Cette rébellion a conduit à la création de la province du Manitoba plus tard la même année. En 1873, la route de Dawson était utilisée par environ 1 600 personnes, mais la plupart des voyageurs préféraient encore emprunter la route du sud, beaucoup moins ardue, via Duluth et Emerson. Une grande partie du sentier Dawson a été abandonnée après l'achèvement du chemin de fer entre Fort William et Winnipeg durant les années 1880, bien que les résidents locaux aient continué à utiliser les routes.

### Ottawa et la route Opeongo
La route d'Ottawa et d'Opeongo, également connue sous le nom de ligne Opeongo, était l'une des premières routes de colonisation arpentées par Hamlet Burritt et AH Sims sous la supervision de Robert Bell en 1851-1852. Ellea été construit vers l'ouest à partir de Renfrew à partir de 1854, s'étendant jusqu'à Hastings Road à Whitney en 1865 ; par la suite, la ligne d'arpentage a continué jusqu'au lac Opeongo. Aujourd'hui, l'autoroute La route 60 suit l'ancienne route entre le parc Algonquin et l'est de Barry's Bay. À cet endroit, la route bifurque vers le sud-est, suivant des portions de Renfrew County Road 66, 512 et 64. Environ 5 kilomètre à l'ouest de Dacre, il rencontre l'autoroute 41. De là jusqu'à Renfrew, la route 132 suit l'ancienne route. Plusieurs chansons ont été écrites sur la ligne Opeongo, l'une des plus récentes étant celle de l'auteur-compositeur-interprète canadien Terry McLeish. Sa chanson, « The Opeongo Line », a été incluse dans plusieurs comédies musicales et dans une production de CD touristique de cette route historique.

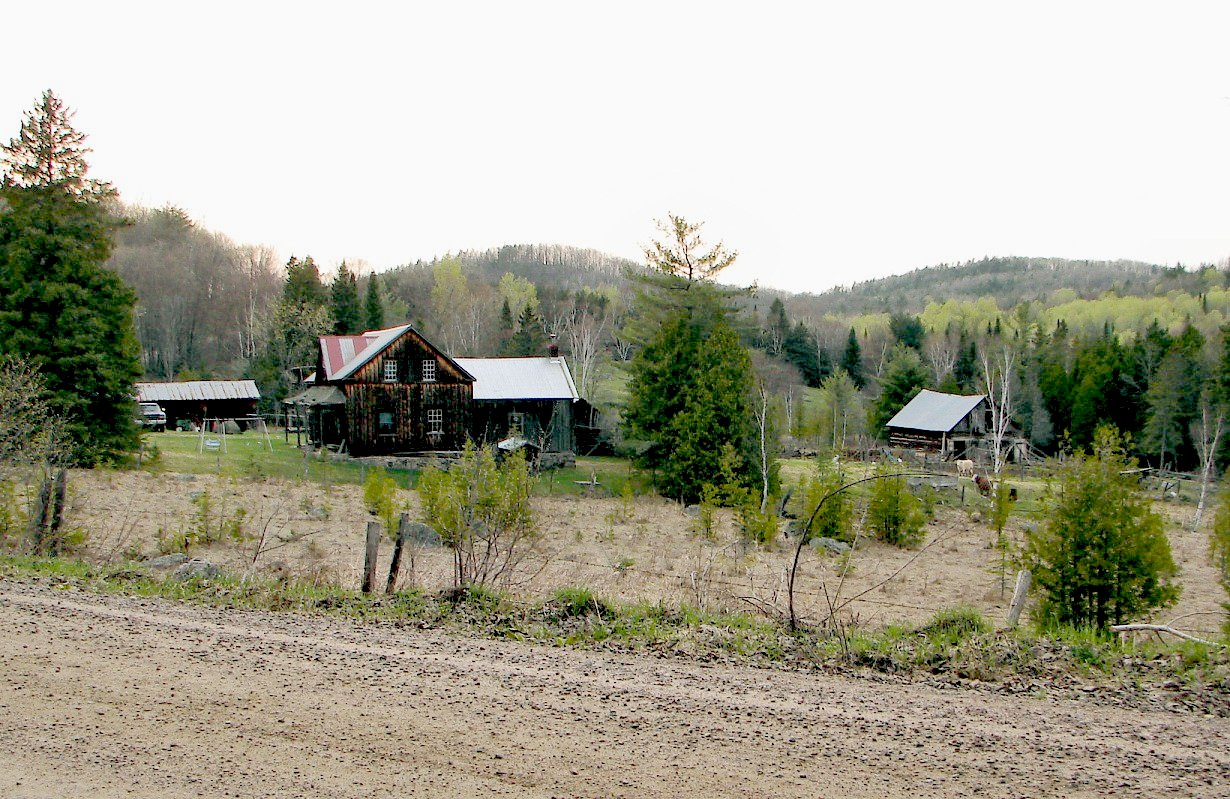
Ancienne ferme le long de la ligne Opeongo

La colonie de Newfoundout, aujourd'hui abandonnée, a été créée à la suite de la loi sur les routes et les terres publiques d'Opeongo. Treize familles pionnières ont pris possession des terres qui leur avaient été concédées à flanc de montagne, à 6 kilomètres (3,728227152 mi) hors de la route principale. Ces familles ont lutté pour cultiver le sol rocheux pendant trente (30) ans, des années 1860 aux années 1890, alors que leur colonie ne parvenait pas à attirer des institutions ou d’autres colons. Elle a été officiellement déclarée abandonné en 1948. Plus récemment, les cabanes en rondins en ruine ont parfois attiré des photographes en raison de leur haut niveau de préservation.
La route de Parry Sound reliait Bracebridge à Parry Sound. Les communautés de Rosseau et de Horseshoe Lake se sont développées le long de la route.
La route a commencé 15 km au nord de Bracebridge sur la route de Muskoka et a continué vers le nord, puis plus tard vers le nord-ouest..
L'itinéraire suit l'actuelle rue Muskoka District4 (rue Manitoba, chemin Raymond), la rue Muskoka District 35, l'autoroute 141 et l'autoroute 400 / autoroute 69.

Une partie de l'ancien chemin existe sous le nom de la rue Old Parry Sound à l'est d'Ullswater, en Ontario .

### Route de Pembroke et Mattawan
La route Pembroke et Mattawan a été proposée par le ministre de l'Agriculture Allan McNab en 1852. L'arpentage fut réalisée en 1853 et la construction débuta en 1854. En 1875, la route était officiellement ouverte pendant les mois d'été. La route originale traversait ce qui est aujourd'hui la base des Forces canadiennes de Petawawa et les terres de l'énergie atomique au nord de la ville de Chalk River . Elle suivait ce qui est aujourd'hui la route de Balmer Bay à l'est de la ville de Deep River. À l'ouest de Deep River, l'ancienne route serpente dans tous les sens à travers l'autoroute 17, construite dans les années 1930.

### Chemin Peterson
La route Peterson commençait à Muskoka Falls près de Bracebridge  et se dirigeait vers l'est jusqu'à Maynooth, où elle rejoignait la route Hastings . De Maynooth, elle serpentait vers le nord-est jusqu'à Barry's Bay pour rejoindre la ligne Opeongo . Elle a été arpentée par Joseph Peterson et construit entre 1858 et 1863 pour un coût d'environ 39 000 $. La pauvreté du sol a entraîné une faible colonisation de la région et certaines sections étaient déjà envahies par la végétation dans les années 1870, mais la section Maynooth- Combermere s'est avérée être une route d'exploitation forestière utile.
Aujourd'hui, la section de Bracebridge à Maynooth a été en grande partie consommée par la forêt, bien que l'autoroute 118 longe l'ancienne route jusqu'à Haliburton.  Deux petites sections restent comme routes cantonales locales près de Carnarvon, nommées rue Peterson et rue Tulip . L'ancienne route qui relie Haliburton à l'extrémité nord du lac Benoir, sur la route du lac Elephant, est désormais introuvable. Cette partie traverse l'extrémité sud du parc Algonquin.

La section de Maynooth à Combermere jusqu'à Barry's Bay est désormais le tracé de l'autoroute 62.

### Chemin Rosseau-Nipissing
La route Rosseau-Nipissing, également appelée route Nipissing, a encouragé la colonisation dans ce qui est aujourd'hui Parry Sound. Le projet fut autorisé en 1864 et les travaux d'arpentage furent effectués de 1864 à 1865. La construction a commencé en 1866 et la route était ouverte en 1873. Le chemin de fer Northern and Pacific Junction construit entre Gravenhurst et Callander a rendu la route Rosseau-Nipissing obsolète en 1886, mais une grande partie de celle-ci est encore souvent utilisée par la population locale,.

### Route de neige

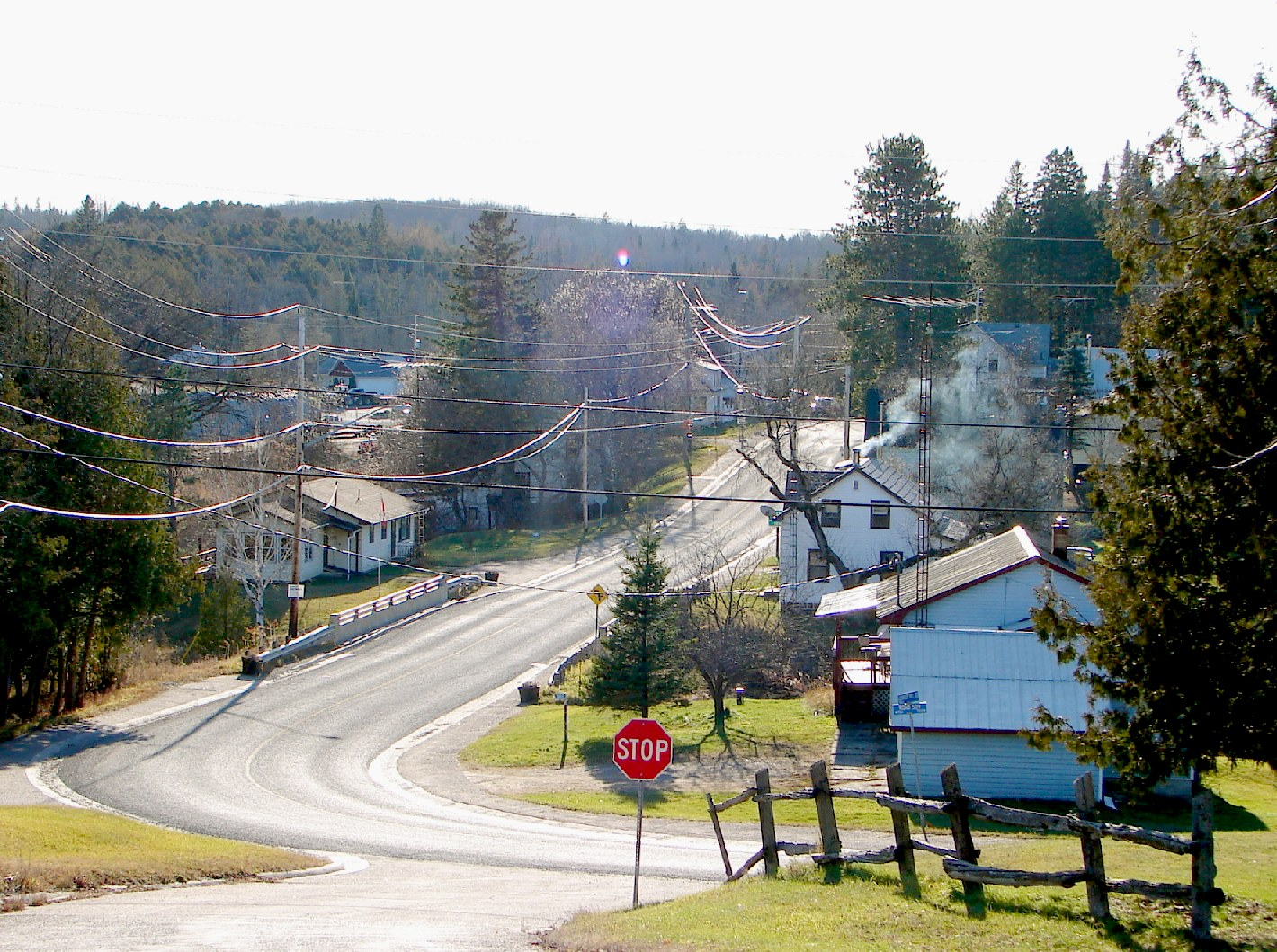
Township Road 506 à Plevna, la jonction des routes Mississippi, Frontenac et Snow

La Snow Road ou la route des Neiges est une branche courte et mineure du réseau routier de colonisation qui reliait l'extrémité nord de la colonie agricole de Maberly à l'extrémité sud-est de la Mississippi Road à Plevna . La route de Lavant bifurque vers l'est au milieu de la route. Aujourd'hui, la route de comté 36 suit la route des neiges à travers le comté de Lanark, tandis qu'une partie de la route 7 suit la portion située dans le comté de Frontenac .

### Route Victoria

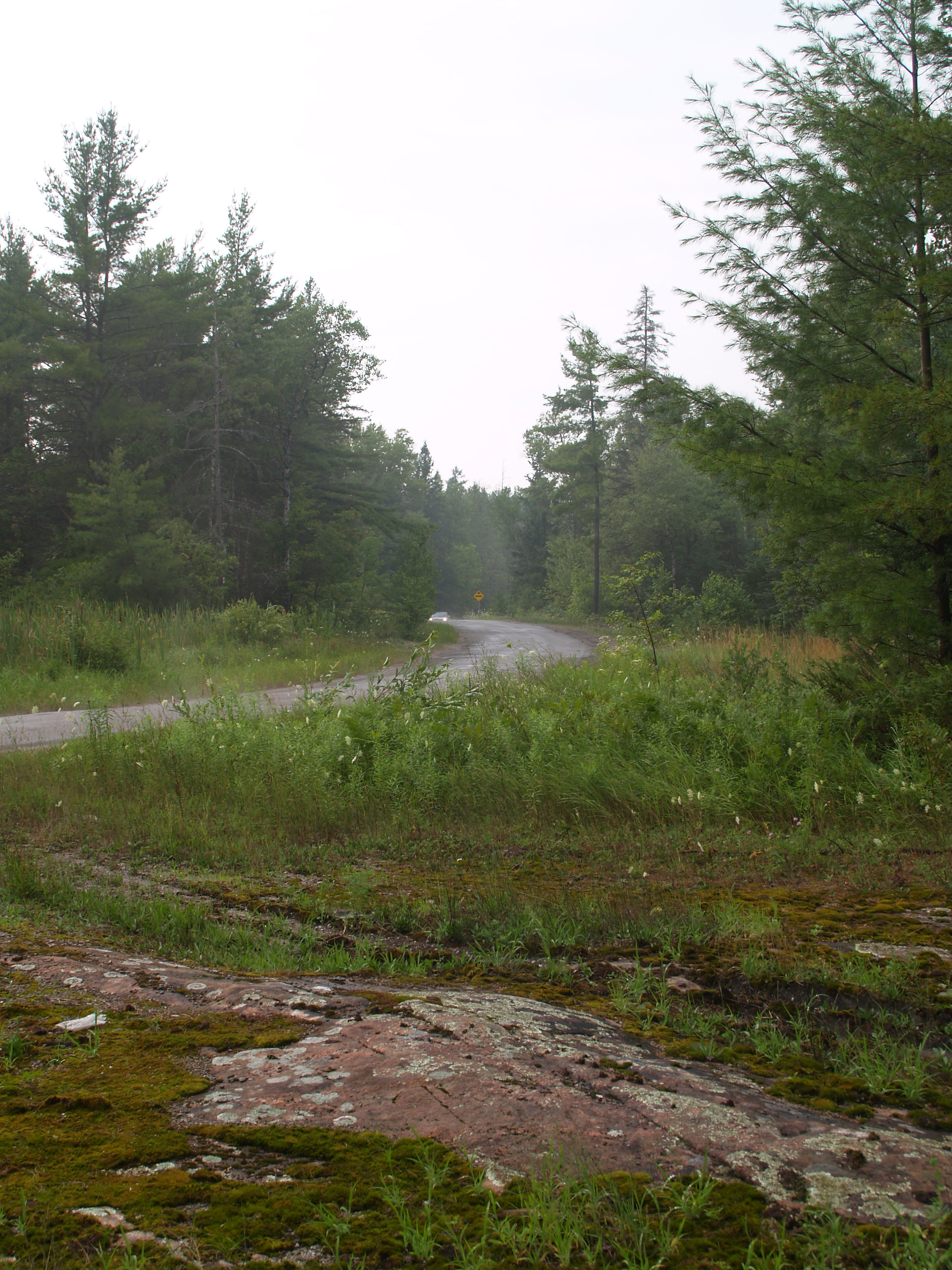
Au nord de la rivière Head, le lac Kawartha 35 pénètre dans le Bouclier canadien

La route Victoria continuait au nord de son terminus actuel à Uphill dans ce qui est maintenant le parc provincial Queen Elizabeth II Wildlands . Elle suivait ensuite la rivière Black au nord-est jusqu'à la route Peterson à Vankoughnet; cette partie de la route fut abandonné vers la fin des années 1800. Entre 1956 et 1998, la portion de la route Victoria entre l'autoroute<span typeof="mw:Entity" id="mwAok">&nbsp;</span>46 ( Autoroute 48 après 1975) et l'autoroute<span typeof="mw:Entity" id="mwAo0">&nbsp;</span>La 503 a été désignée comme route secondaire 505. En janvier 1, 1998, toute la route au sud d'Uphill a été désignée comme Victoria County Road 35. Le comté de Victoria a été restructuré sous le nom de ville de Kawartha Lakes en janvier 1, 2001. Au même moment, la route Victoria a été renommée route des lacs Kawartha. 35.